# راه‌آهن شیبایاما
راه‌آهن شیبایاما (انگلیسی: Shibayama Railway) شرکت ترابری ریلی ژاپنی است، که در سال ۲۰۰۲ تأسیس شد.